# Rolf Noskwith

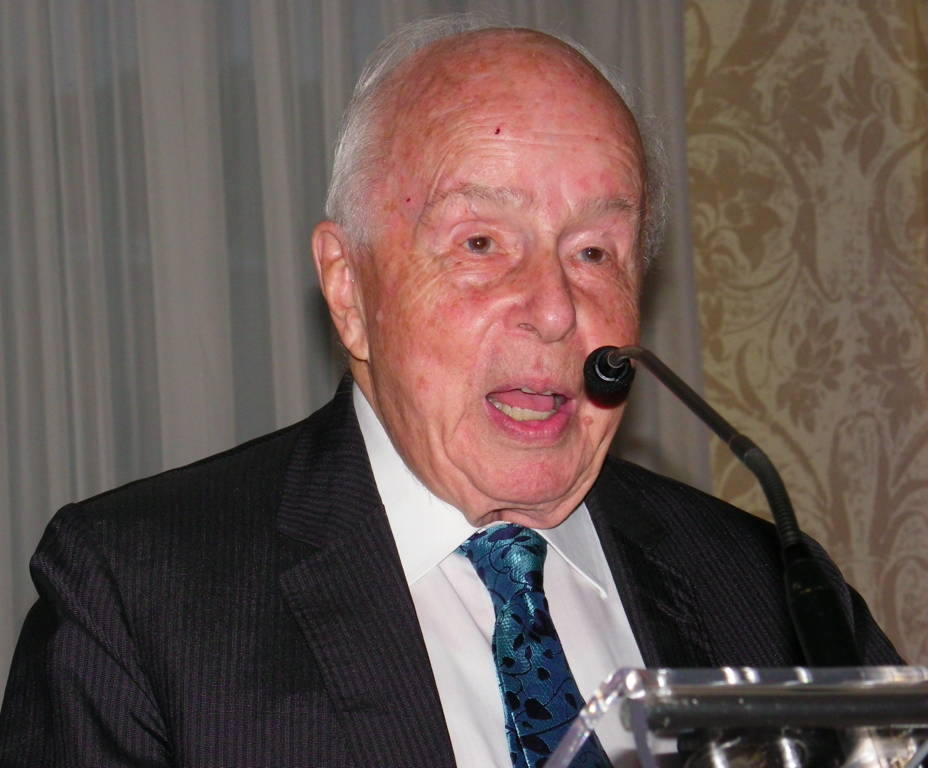
Rolf Noskwith (93) am 4. August 2012 als Redner auf einer Konferenz im kanadischen Halifax

Rolf Noskwith (* 19. Juni 1919 in Chemnitz; † 3. Januar 2017 in London) war ein britischer Kryptoanalytiker. Während des Zweiten Weltkrieges trug er in der Government Code and Cypher School (GC&CS) (deutsch etwa: „Staatliche Code- und Chiffrenschule“) im englischen Bletchley Park zum Bruch der von den deutschen U-Booten verwendeten Rotor-Schlüsselmaschine Enigma-M4 bei.

## Leben

### Jugend
Rolf wurde in Chemnitz als Sohn einer jüdischen Familie geboren, die 1932 nach England auswanderte. Dort besuchte er die Nottingham High School und anschließend das Trinity College in Cambridge.

### Bletchley Park
Auf dem Gelände des Landsitzes Bletchley Park (B.P.) in der Grafschaft Buckinghamshire befand sich während des Zweiten Weltkriegs die militärische Dienststelle, die sich erfolgreich mit der Entzifferung des deutschen Nachrichtenverkehrs befasste. Sie war in verschiedenen Huts (deutsch: Baracken) untergebracht. Die Codebreaker in Hut Eight (deutsch: Baracke 8) befassten sich unter der Leitung von Alan Turing und seinem Stellvertreter Hugh Alexander mit dem Bruch von Funksprüchen der deutschen Kriegsmarine, die zur Verschlüsselung die Enigma-M3 und die Enigma-M4 benutzte.
Im Kriegsjahr 1941 wurde Rolf Noskwith von Hugh Alexander zum Dienst in B.P. angeworben. Er betrat das Gelände erstmals an seinem 22. Geburtstag und wurde dem Crib Room zugeteilt, also der Abteilung der Hut 8, die unter der Leitung von Shaun Wylie nach vermuteten Klartextfragmenten (englisch: Cribs) in den deutschen Funksprüchen suchte. Hierfür eigneten sich die verschlüsselten deutschen Wetterberichte aufgrund ihres stereotypen Aufbaus besonders gut. Üblicherweise sendeten die deutschen Funkstellen täglich vom selben Ort und zur gleichen Zeit einen Wetterbericht, der häufig mit den gleichen Worten begann.
Zwar verbot die deutsche Dienstvorschrift Allgemeine Schlüsselregeln für die Wehrmacht (H.Dv.g.7) ausdrücklich „Regelmäßigkeiten im Aufbau, gleichlautende Redewendungen und Wiederholungen im Text“ und warnte eindringlich „Es muß auf jeden Fall vermieden werden, daß durch flüchtig ausgebildetes Personal Schlüsselfehler gemacht werden, die […] der feindlichen Nachrichtenaufklärung die Entzifferung ermöglichen“, dennoch passierten genau diese Fehler, die die Codeknacker wahrnehmen und ausnutzen konnten. So erinnert sich Noskwith, dass der Enigma-Schlüssel vom D-Day, also dem Tag der Landung der Alliierten in der Normandie (Operation Overlord), durch den Crib WETTERVORHERSAGEBISKAYA, den die britischen Kryptoanalytiker korrekt erraten konnten, in weniger als zwei Stunden nach Mitternacht gebrochen wurde. Dies führte dazu, dass sie den ganzen Tag über die deutschen Funksprüche genauso leicht entschlüsseln und lesen konnten wie die befugten deutschen Empfänger.
Um die Deutschen dazu zu verleiten, Funksprüche mit bekanntem Inhalt zu senden, benutzten die Briten eine spezielle Methode, die sie als gardening (deutsch wörtlich: Gärtnern) bezeichneten und die Rolf Noskwith wie folgt beschrieb: „Die RAF warf an bestimmten Stellen in der Nordsee Minen ab, so daß die Minenwarnung der Deutschen uns als Crib diente. Die Stellen waren sorgfältig ausgewählt, um bestimmte Ziffern, wie insbesondere 0 und 5, zu vermeiden, für die die Deutschen unterschiedliche Buchstaben benutzten.“ Die Briten konnten sich so, unter Vermeidung der Fallunterscheidungen für „NULL“ und „NUL“ sowie „FUENF“ und „FUNF“, die Kryptanalyse etwas erleichtern, denn außer im Fall „ZWEI“ und „ZWO“ gab es für die übrigen Ziffern nur eine einzige Schreibweise.
Der für die Sicherheit des Funkverkehrs der Kriegsmarine verantwortliche deutsche Konteradmiral Ludwig Stummel versuchte diese zu verbessern, indem er ab Mitte 1944 jedem U-Boot ein eigenes unabhängiges Schlüsselnetz zuteilte. Rolf Noskwith sagte dazu: „Die nachfolgende Aufteilung der Hauptschlüssel[netze] war in Wirklichkeit hilfreich, denn die gleiche Nachricht tauchte häufig in verschiedenen Schlüsseln[etzen] auf, manchmal an unterschiedlichen Tagen.“ (im Original: „The subsequent proliferation of main keys [...] was actually helpful, because the same message would often appear in several keys, sometimes on different days.“)
Als besonders schwierig zu entziffern erwiesen sich sogenannte Offiziers-Funksprüche, da sie von den Deutschen mithilfe ihrer Verschlüsselungsmaschine zwei Mal verschlüsselt wurden. Auch hiermit befasste sich der Hut 8 cribster Rolf Noskwith mit Erfolg. Bei einem speziellen Funkspruch vermutete er, dass Instruktionen für den Gebrauch von Leuchtsignalen übermittelt wurden und probierte den Crib EEESSSPATRONE (damals übliche abgekürzte Schreibweise für Erkennungs-Signal-Patrone; siehe auch ES-Schieber). Seine Annahme erwies sich als völlig richtig und führte zum Bruch dieses und in der Folge weiterer Offiziers-Funksprüche.
So gelang es den britischen Codeknackern von Bletchley Park, die Entzifferungsfähigkeit der Enigma mit Ausnahme einiger Unterbrechungen für die gesamte Zeit des Krieges zu erhalten und damit wesentlich zum schnellen Sieg der Alliierten beizutragen.
Noskwith blieb bis zum Kriegsende 1945 in der Hut 8 tätig.

### Nach dem Krieg
Ab 1946 bis etwa ins Jahr 2000 arbeitete er, zuletzt in leitender Position, in der Textilfabrik Charnos, die sein Vater Charles Noskwith gegründet hatte. Im Gegensatz zu fast allen seinen Kollegen, die aufgrund der strikten Geheimhaltung ihrer kriegswichtigen Leistungen keinerlei öffentliche Anerkennung mehr zu Lebzeiten erfuhren, starb Rolf Noskwith als einer der letzten Codebreaker von B.P. hochgeehrt im Alter von 97 Jahren.

## Werke
- Hut 8 and naval Enigma, Part II. In Francis Harry Hinsley, Alan Stripp: Codebreakers – The inside story of Bletchley Park. Oxford University Press, Reading, Berkshire 1993, S. 119–122. ISBN 0-19-280132-5